# 双溪西路站

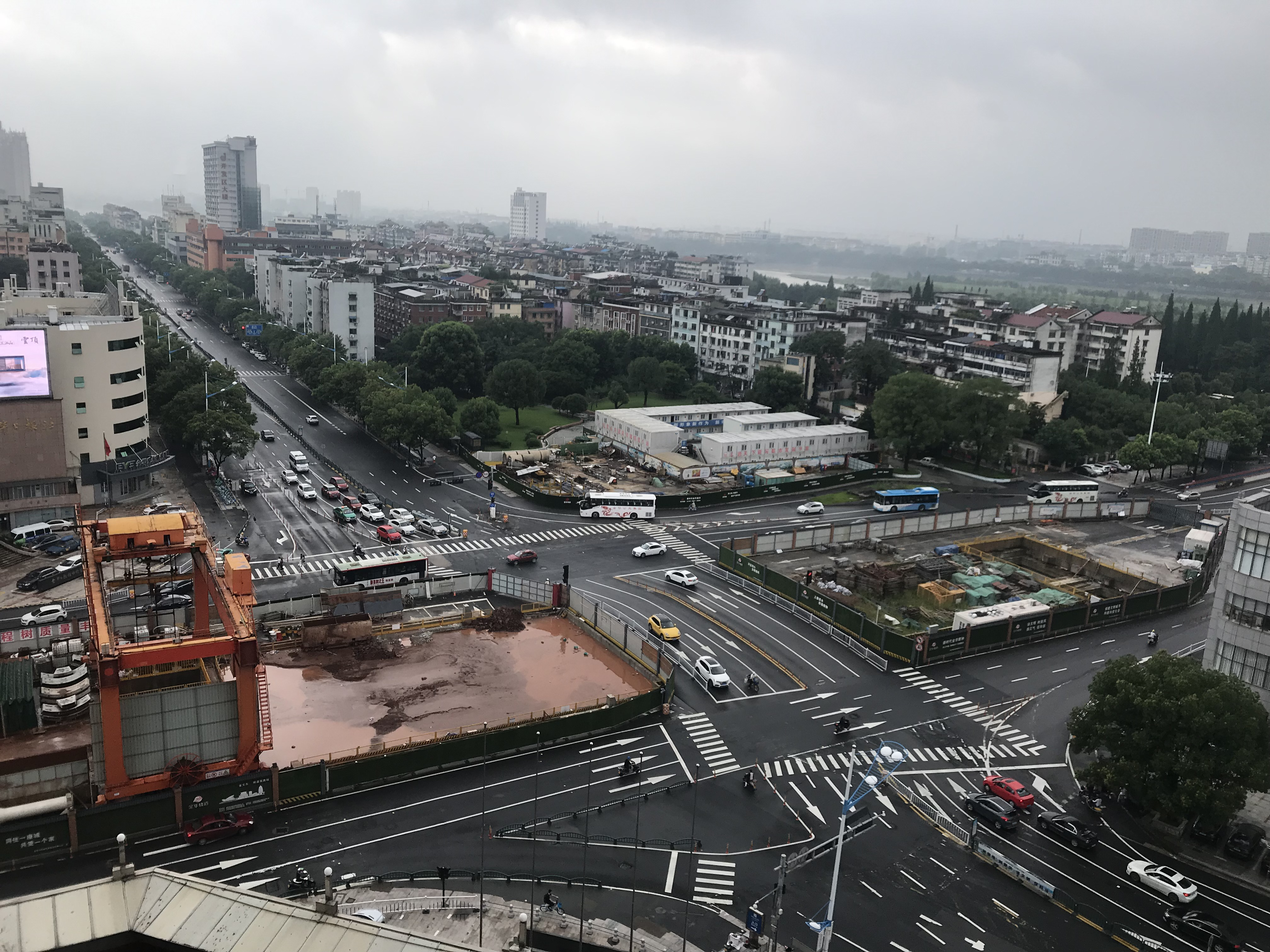
施工中的车站（2019年7月）

双溪西路站是金华轨道交通金义东线的一座地下车站，位于中华人民共和国浙江省金华市婺城区江南街道双龙南街双溪西路交叉口。车站以城市道路“双溪西路”命名，该路作为金华开发区的主干道路之一建于1986年。“双溪”指东阳江和武义江。本站标段于2017年7月28日作为金义线首批标段的一部分开工，施工单位为宏润建设集团有限公司；而车站明挖施工于2017年12月15日正式开始，期间双龙南街双溪西路路口禁止车辆左转通行，同时还有七条金华公交线路改道。
车站北邻金华江，连续下穿婺江、五百滩、龙渎河，于2020年1月8日开掘，2020年7月贯通右线，左线于9月贯通。为避免影响双龙大桥桥墩结构，金义东线过江隧道线位最西偏离双龙大桥30米。

## 车站结构

### 楼层分布

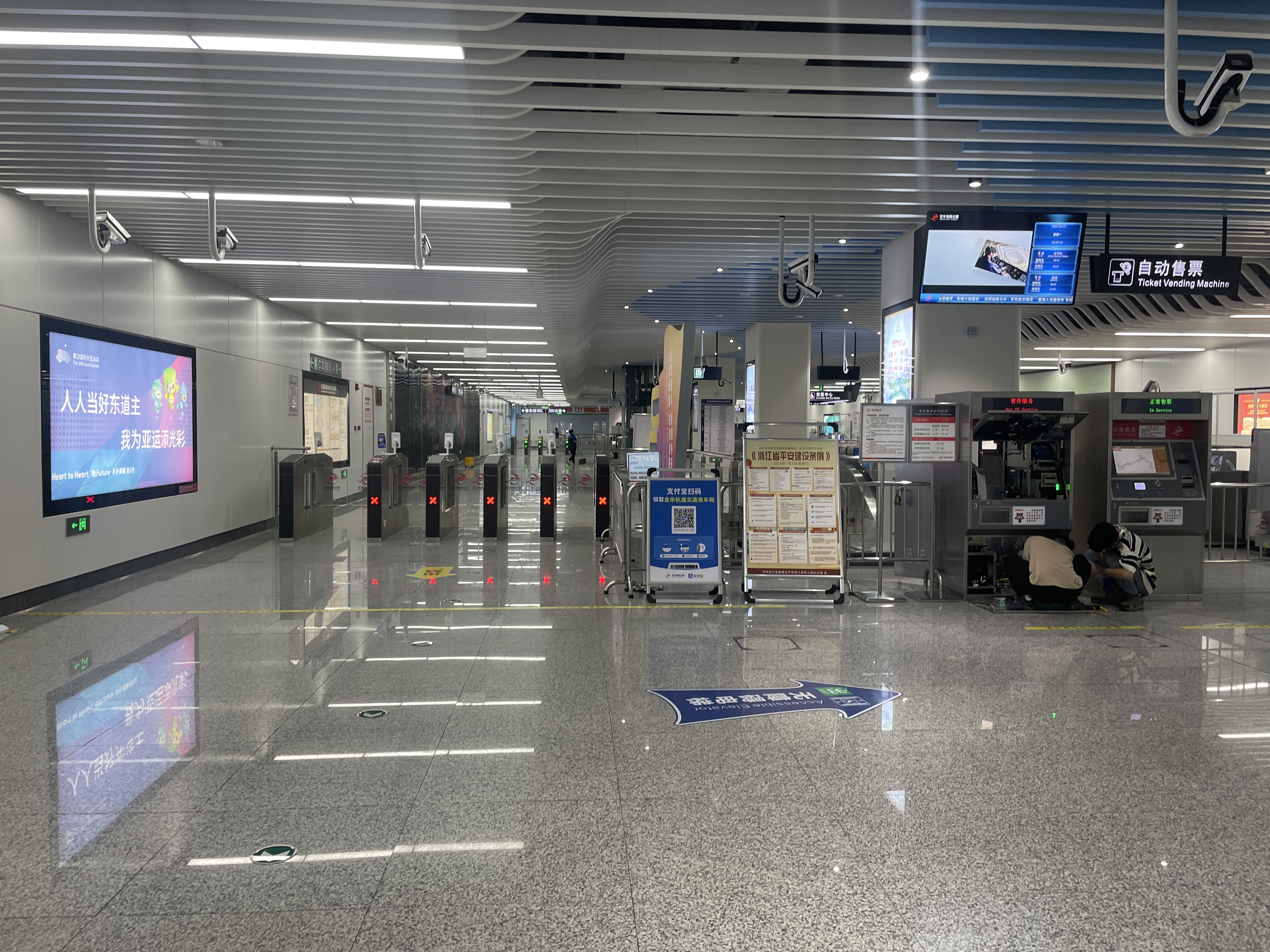
车站站厅

双溪西路站为地下二层单柱岛式站台车站，沿双溪西路南北向布置，总建筑面积12889平方米。其中地下一层为站厅层，设有自动售票机和进出站闸机。客服中心位于站厅中部；地下二层为站台层，设有一座长114米、宽11米的岛式站台。卫生间位于站台南侧。
| 地面 |                    | 出入口                        |  |  |
| -1层 | 站厅               | 自动售票机、客服中心          |  |  |
| -2层 |                    | █ 金义东线 往金华站（终点站） |  |  |
|      | 岛式站台，左侧开门 |                               |  |  |
|      |                    | █ 金义东线 往秦塘（八一南街） |  |  |

### 出入口
双溪西路站共设有4个出入口。
| 编号          | 建议前往的目的地                                                           | 图片 |
| ------------- | -------------------------------------------------------------------------- | ---- |
| A             | 双溪西路、双龙南街、长宁路、楼中街、五里牌楼路、下官桥路、滨江路           |      |
| B             | 双溪西路、双龙南街、章宅街、建教路、河道街、金华第八中学                   |      |
| C             | 双溪西路、双龙南街、双馨路、永康街、金衡街、金华市中医医院                 |      |
| D             | 双溪西路、双龙南街、国贸街、广苑路、信用街、高畈路、双兰路、宁苑路、宾虹路 |      |
| 註： 设有电梯 |                                                                            |      |